# Gare d'Oulton Broad North
La gare d'Oulton Broad North est une gare ferroviaire du britannique du Wherry Lines, située à Oulton Broad sur le territoire de la ville de Lowestoft dans le comté du Suffolk à l'est de Angleterre.

## Situation ferroviaire
Établie à 5 mètres d'altitude, la gare d'Oulton Broad North est située au point kilométrique (PK) 22,4 de la Wherry Lines : ligne de Norwich à Lowestoft, entre les gares de Somerleyton et de Lowestoft.

## Histoire
La gare d'Oulton Broad North est mise en service en 1847.

## Patrimoine ferroviaire
Le bâtiment construit en 1847 est toujours en service.